# اسنکما توربومکا لارزک
اسنکما توربومکا لارزک یک موتور توربوفن نظامی است که توسط اسنکما (سفران کنونی) ساخته شده است.  کاربرد اصلی آن در هواپیمای داسو/دورنیه آلفا جت است.  

## مشخصات
Data from 

#### خصوصیات کلی
- نوع: Axial flow, twin-spool, bypass turbofan engine
- طول: ۱٬۱۸۷ میلیمتر (۴۶٫۷۳ اینچ)
- قطر: Inlet:۴۵۲ میلیمتر (۱۷٫۷۹ اینچ)
- وزن خشک: ۲۹۵ کیلوگرم (۶۵۰٫۳۵ پوند)

#### اجزا
- کمپرسور: Low pressure: 2 stage axial, High pressure: 4 stage axial
- Combustors: حلقوی
- توربین: Low pressure: 1 stage, High pressure: 1 stage
- نوع سوخت: سوخت جت ای۱ یا مشابه آن
- سامانه روغن: pressure spray/splash with scavenge

#### عملکرد
- Maximum رانش: (04-C6) ۱۳ کیلونیوتن (۲٬۹۷۰ پوند-نیرو), (04-C20) ۱۴ کیلونیوتن (۳٬۲۰۰ پوند-نیرو)
- نسبت فشار کلی: (04-C6) 10.5, (04-C20) 11.1
- نسبت کنار گذر: (04C6) 1.13, (04C20) 1.04
- جریان جرمی هوا: (04-C6) ۲۸٫۱ کیلوگرم (۶۲ پوند)/s, (04-C20) ۲۸٫۶ کیلوگرم (۶۳ پوند)/s
- دمای داخلی توربین: (04-C6) ۱٬۴۰۳ کلوین (۱٬۱۳۰ درجه سلسیوس؛ ۲٬۰۶۶ درجه فارنهایت), (04C-20) ۱٬۴۳۳ کلوین (۱٬۱۶۰ درجه سلسیوس؛ ۲٬۱۲۰ درجه فارنهایت)
- مصرف سوخت یژه برخاست: (04-C6) 73 kg/(kN hr) (0.716 lb/(lbf hr)), (04C-20) 76 kg/(kN hr) (0.746 lb/(lbf hr))
- نسبت نیرو به وزن: (04-C6) 4.567, (04C-20) 4.92